# La Rose et le Réséda
La Rose et le Réséda est un poème de Louis Aragon. Il s'agit d'un appel à l'unité dans la Résistance, par-delà les clivages politiques et religieux.

## Poème
Celui qui croyait au ciel

Celui qui n'y croyait pas

Tous deux adoraient la belle

Prisonnière des soldats

Lequel montait à l'échelle

Et lequel guettait en bas

Celui qui croyait au ciel

Celui qui n'y croyait pas

Qu'importe comment s'appelle

Cette clarté sur leur pas

Que l'un fut de la chapelle

Et l'autre s'y dérobât

Celui qui croyait au ciel

Celui qui n'y croyait pas

Tous les deux étaient fidèles

Des lèvres du cœur des bras

Et tous les deux disaient qu'elle

Vive et qui vivra verra

Celui qui croyait au ciel

Celui qui n'y croyait pas

Quand les blés sont sous la grêle

Fou qui fait le délicat

Fou qui songe à ses querelles

Au cœur du commun combat

Celui qui croyait au ciel

Celui qui n'y croyait pas

Du haut de la citadelle

La sentinelle tira

Par deux fois et l'un chancelle

L'autre tombe qui mourra

Celui qui croyait au ciel

Celui qui n'y croyait pas

Ils sont en prison Lequel

À le plus triste grabat

Lequel plus que l'autre gèle

Lequel préfère les rats

Celui qui croyait au ciel

Celui qui n'y croyait pas

Un rebelle est un rebelle

Deux sanglots font un seul glas

Et quand vient l'aube cruelle

Passent de vie à trépas

Celui qui croyait au ciel

Celui qui n'y croyait pas

Répétant le nom de celle

Qu'aucun des deux ne trompa

Et leur sang rouge ruisselle

Même couleur même éclat

Celui qui croyait au ciel

Celui qui n'y croyait pas

Il coule il coule il se mêle

À la terre qu'il aima

Pour qu'à la saison nouvelle

Mûrisse un raisin muscat

Celui qui croyait au ciel

Celui qui n'y croyait pas

L'un court et l'autre a des ailes

De Bretagne ou du Jura

Et framboise ou mirabelle

Le grillon rechantera

Dites flûte ou violoncelle

Le double amour qui brûla

L'alouette et l'hirondelle

La rose et le réséda.

## Historique
Le poème paraît d'abord le 1er mars 1943 dans Le Mot d'ordre, un journal marseillais diffusé également à Lyon « au ton à la fois maréchaliste et anticonformiste », dont les pages littéraires sont dirigées par Stanislas Fumet. Il est publié ensuite en août 1943, à Genève dans le recueil collectif Domaine Français de Messages dirigé par Jean Lescure. Puis, il est largement copié et diffusé clandestinement par tracts anonymes, notamment dans la Contribution au cycle de Gabriel Péri (mi-1944).
En décembre 1944, Aragon le publie au sein du recueil de poésie La Diane française dont le thème est la Résistance, en ajoutant la dédicace à quatre résistants : « À Gabriel Péri et d’Estienne d’Orves comme à Guy Môquet et Gilbert Dru ».

## Commentaire

### Le titre

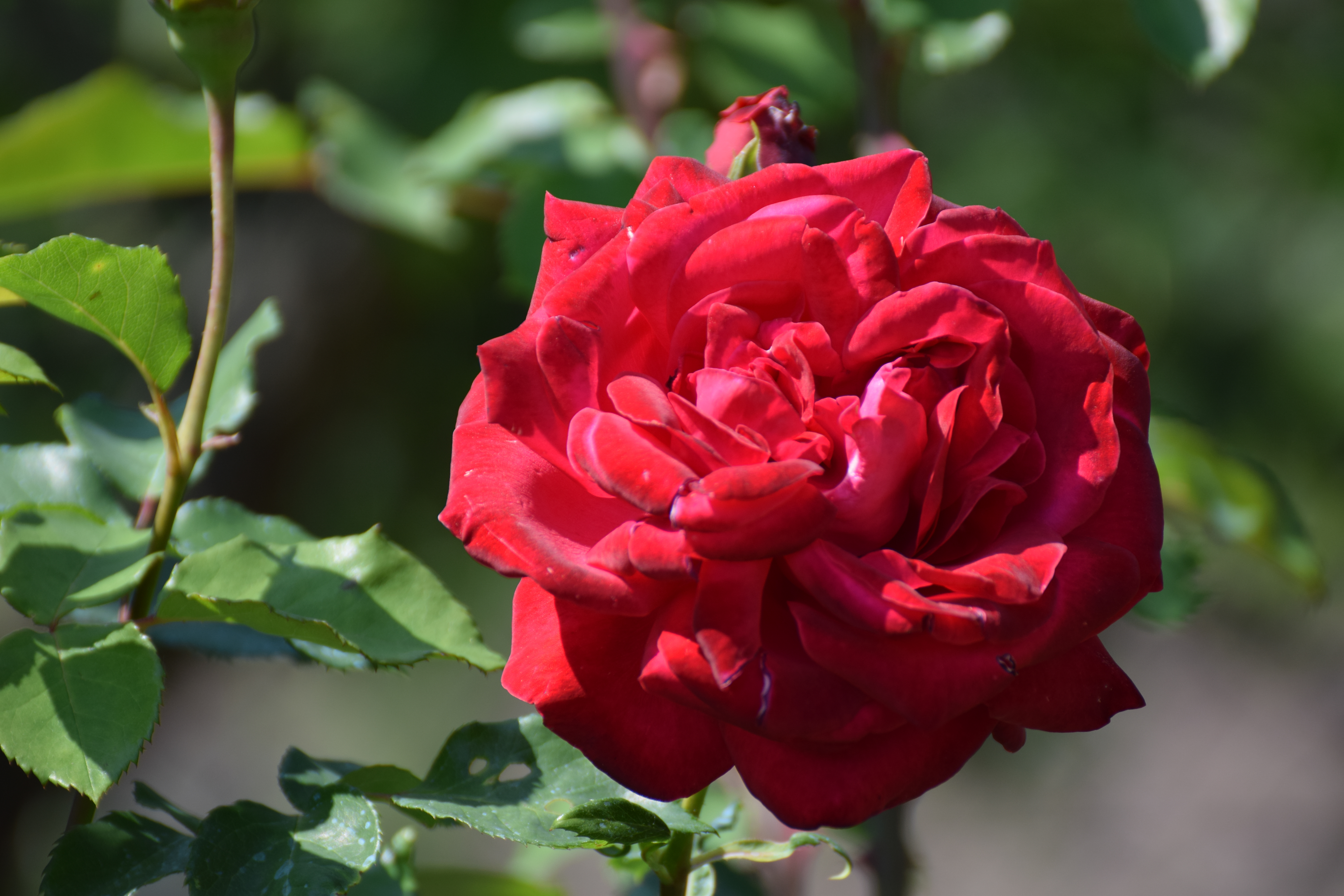
Rose rouge.

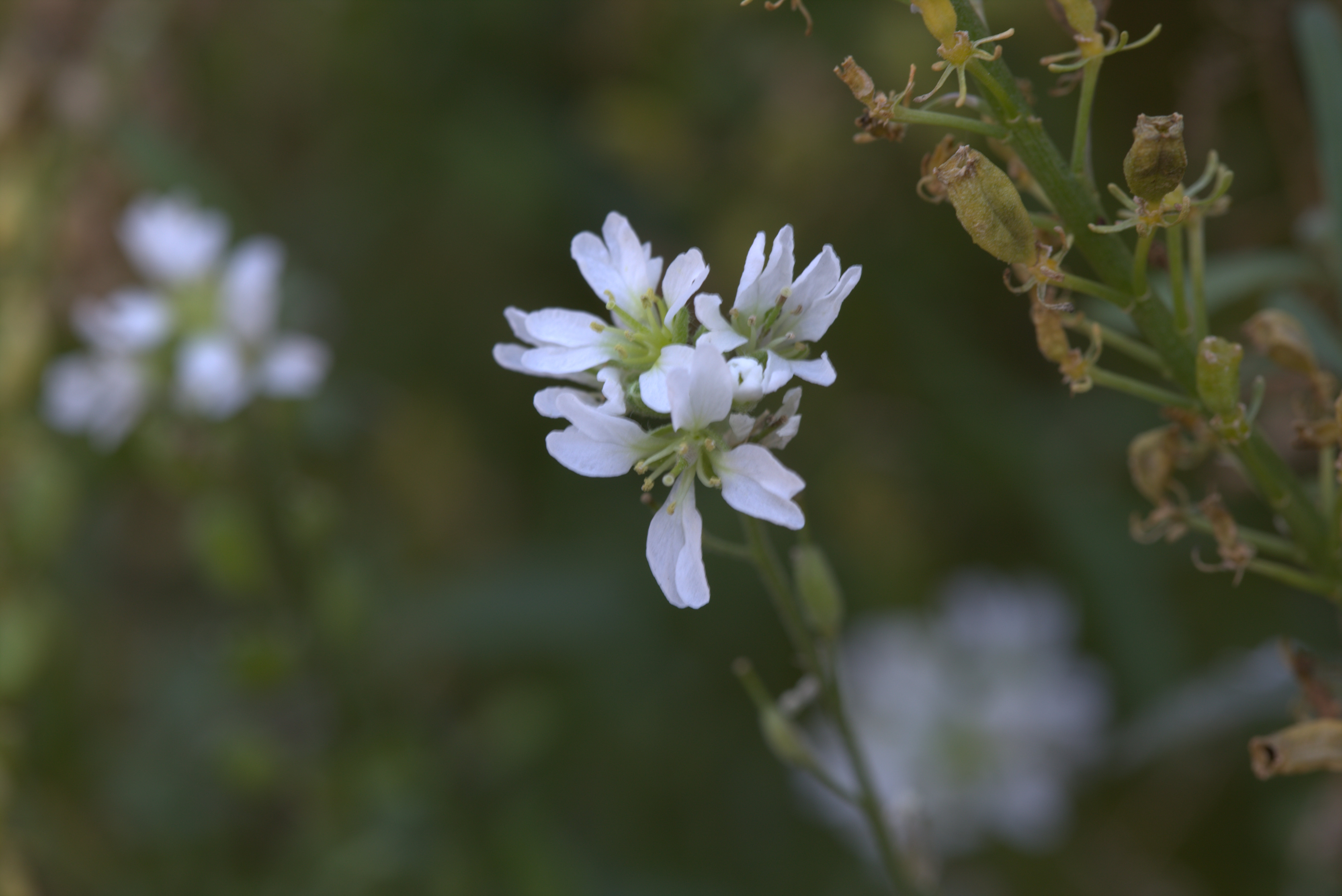
Réséda blanc.

Le titre contient une allusion aux dernières lignes d'une nouvelle de Jules Barbey d'Aurevilly, Le Dessous de cartes d'une partie de whist : 

« Et, cassant le cou à une rose bien innocente qu'elle prit à son corsage et dont elle éparpilla les débris dans une espèce d'horreur rêveuse :
– Voilà qui est fini ! ajouta-t-elle ; je ne porterai plus de résédas. »

La pointe que constitue ce passage, énigme irrésolue sur laquelle le récit se conclut, a certainement fasciné Aragon lorsqu'il a lu Les Diaboliques, le recueil contenant la nouvelle.
Dès le titre de son poème, Aragon appelle à l’union au-delà des convictions politiques. La conjonction de coordination « et » unit les deux fleurs aux couleurs symboliques fortes : la rose (rouge) symbolise le communisme et le reseda alba (une fleur blanche) symbolise le royalisme et par extension le catholicisme.

### Le texte
À première vue, ce poème ressemble à une chanson de geste tirée de l'univers médiéval. Il est ici question d'une belle qu'il faut délivrer de soldats, d'une citadelle. « La belle » désigne ici la Liberté ou la France de façon allégorique, métaphore filée tout au long du poème. Le poème dit que les sacrifices de « Celui qui croyait au Ciel / Celui qui n'y croyait pas » seront utiles : « Mûrisse un raisin muscat ».
Le poème souligne par de nombreuses répétitions des deux premiers vers que, dans la Résistance, l'« union sacrée » transcendait les clivages religieux. L'auteur appelle à la Résistance, au-delà des divergences de religion ou d'opinion (anaphore de « Celui qui croyait au Ciel / Celui qui n'y croyait pas ») afin de libérer « la belle prisonnière des soldats ».
Comme tous les poèmes de La Diane française, ce poème résistant ne comporte aucune ponctuation. Il comporte 64 heptasyllabes et n'est pas divisé en strophes. Entièrement en rimes alternées ABAB, il n'utilise que deux rimes « el » (ciel, belle, chapelle, échelle...) et « a » (pas, soldats, dérobât, bras...) ; ce sont des sons voyelles ouverts et plutôt joyeux qui contrastent avec le contenu du poème.

## Interprètes
- Georges Auric a mis le poème en musique (numéro 4 des Quatre chants de la France malheureuse, 1943)
- Dans un court métrage réalisé en 1946 par André Michel sur une musique originale de Georges Auric, Jean-Louis Barrault déclame le poème d'Aragon[5].
- Marc Ogeret interprète La rose et le réséda dans l'album Chante la résistance sorti en 1990.
- Le groupe La Tordue, sur leur propre musique en 1995, dans l'album les Choses de rien.
- Bernard Lavilliers met en musique le texte d'Aragon pour Juliette Gréco, qui l'enregistre et le fait paraitre en 2003 sur l'album Aimez-vous les uns les autres ou bien disparaissez..., puis dans son récital suivi de l'album Live Olympia 2004. Le chanteur l'enregistre ensuite lui-même pour l'album Samedi soir à Beyrouth en 2007[6],[7].

## Utilisation
Arnaud Montebourg a nommé ainsi son mouvement politique, courant du Parti socialiste.
Il existe au sein de la Grande Loge de France, une obédience maçonnique, un atelier à Lyon qui a pris comme nom de loge « De l’esprit à l'action : la rose et le réséda », marquant l'acceptation des différences que devraient avoir les Humains entre eux[réf. souhaitée].